# Cytisus laniger
Cytisus laniger là một loài thực vật có hoa trong họ Đậu. Loài này được (Desf.) DC. miêu tả khoa học đầu tiên năm 1805.